# Psiloderces bangkiraiensis
Psiloderces bangkiraiensis es una especie de araña araneomorfa del género Psiloderces, familia Psilodercidae. Fue descrita científicamente por Li & Chang en 2020.
Habita en Indonesia (Borneo). El holotipo masculino mide 1,49 mm y el paratipo femenino 1,38 mm.